# Claude Cochey
Claude Cochey est un sculpteur français né à Nuits et mort à Constantine en 1881.

## Biographie
Claude Cochey est né à Nuits (Côte-d'Or). Il est élève de François Dameron à l'École des beaux-arts de Dijon et de Paul Cabet. Il expose à Paris au Salon de 1874 à 1880, et remporte une mention honorable au Salon de 1879. Il habite 64, avenue de Châtillon à Montrouge, lorsqu'il se rendit en mission pour le Gouvernement français à Constantine, en Algérie, où il meurt en 1881.

## Salons
- 1874 : Portrait de Mme C…, buste en plâtre[3] ; Portrait de M. J…, buste en plâtre[3].
- 1876 : Chloé à la fontaine, statue, plâtre[3] ; Portrait de M. V. Vidard, buste en terre cuite[3].
- 1877 : Portrait de M. A. Chantin, buste en plâtre[4].
- 1878 : Le Deuil, buste en marbre[5] ; Portrait de Mme A. C..., médaillon, marbre[5].
- 1879 : L'Abbé Rey, fondateur des Colonies pénitentiaires d'Oullins, de Cîteaux et de Saint-Genest-Lerpt, groupe en marbre, pour la colonie agricole de Cîteaux (Côte-d'Or)[6] ; L'Aurore, statue, plâtre[6], grandeur naturelle, 275 × 77 cm[7].
- 1880 : Esclave gauloise sous Jules César, statue en plâtre[3] ; M. le baron Deveaux, buste en terre cuite[3].